# Port lotniczy Tuzla
Port lotniczy Tuzla – międzynarodowy port lotniczy położony w Tuzli. Jest jednym z największych portów lotniczych w Bośni i Hercegowinie.

## Linie lotnicze i połączenia
| Linia lotnicza | Kierunek                                                                        |
| -------------- | ------------------------------------------------------------------------------- |
| Lumiwings      | 1. Esbjerg 2. Halmstad 3. Maastricht/Aachen 4. Saarbrucken 5. Sztokholm-Skavsta |
| Wizz Air       | 1. / Bazylea/Miluza/Fryburg 2. Dortmund 3. Memmingen                            |